# Eesti Karikas 1998-1999
La Coppa d'Estonia 1998-1999 (in estone Eesti Karikas) è stata la 7ª edizione del torneo dopo l'indipendenza dell'Estonia. Il Levadia Maardu ha vinto il trofeo per la prima volta nella sua storia.

## Formula
Il torneo si dipanava su sette turni: mentre i primi tre erano su gare di sola andata, quarti e semifinali prevedevano turni di andata e ritorno. Le formazioni della Meistriliiga 1998 entrarono in scena solo a partire dagli ottavi, giocando la partita unica fuori casa.
La finale fu giocata in gara unica a Valga.

## Primo turno
Le gare furono disputate tra il 12 e il 18 agosto 1998.
| Squadra 1                | Risultato       | Squadra 2            |
| ------------------------ | --------------- | -------------------- |
| 12 agosto 1998           |                 |                      |
| Kalev Võru               | 1 - 4           | Ajax Lasnamäe        |
| Hiiumaa ÜM               | 1 - 6           | Alko                 |
| Toompea 1994             | 4 - 2           | Lootos Põlva         |
| Auto Loo                 | 1 - 4           | Rada Kuusalu         |
| Kabris Kuusalu           | 0 - 4           | SK Tapa              |
| FC Rakvere               | 3 - 3 (5-3 dcr) | Atli Rapla           |
| 18 agosto 1998           |                 |                      |
| FC Flora Fänn Tallinn    | 0 - 1 (dts)     | JK Sarma Kuressaare  |
| Lasnamäe Veteran Tallinn | 6 - 0           | FC Concordia Tallinn |

## Secondo turno
Le gare furono disputate tra il 25 e il 30 agosto 1998
| Squadra 1                | Risultato       | Squadra 2            |
| ------------------------ | --------------- | -------------------- |
| 25 agosto 1998           |                 |                      |
| Lasnamäe Veteran Tallinn | 6 - 0           | FC Hiiu Kalur Kärdla |
| 26 agosto 1998           |                 |                      |
| Järvamaa JK              | 1 - 4           | MC Tallinn           |
| Ajax Lasnamäe            | 4 - 4 (5-4 dcr) | Lelle                |
| Rada Kuusalu             | 1 - 3           | SK Tapa              |
| JK Karksi                | 2 - 3           | FC Rakvere           |
| Tulevik Viljandi 2       | 1 - 8           | Alko                 |
| 30 agosto 1998           |                 |                      |
| JK Sarma Kuressaare      | 3 - 1           | Atli Rapla           |

## Sedicesimi di finale
Le gare furono disputate tra il 15 e il 18 settembre 1998.
| Squadra 1                | Risultato   | Squadra 2           |
| ------------------------ | ----------- | ------------------- |
| 15 settembre 1998        |             |                     |
| JK Sarma Kuressaare      | 0 - 2       | Vigri Tallinn       |
| Ajax Lasnamäe            | 0 - 3       | Kuressaare          |
| SK Tapa                  | 1 - 3 (dts) | Valga               |
| Toompea 1994             | 1 - 3       | Lootus Kohtla-Järve |
| Alko                     | 0 - 2       | Levadia Maardu      |
| MC Tallinn               | 4 - 1       | Kalev Sillamäe      |
| 17 settembre 1998        |             |                     |
| Lasnamäe Veteran Tallinn | 1 - 3       | Baltika Narva       |
| 17 settembre 1998        |             |                     |
| FC Rakvere               | 2 - 5       | Warrior Valga       |

## Ottavi di finale
Le gare furono disputate tra l'11 ottobre e l'8 novembre 1998.
| Squadra 1           | Risultato       | Squadra 2        |
| ------------------- | --------------- | ---------------- |
| 11 ottobre 1998     |                 |                  |
| Warrior Valga       | 0 - 25          | Trans Narva      |
| MC Tallinn          | 0 - 2           | Sadam Tallinn    |
| Levadia Maardu      | 3 - 0           | EP Jõhvi         |
| 31 ottobre 1998     |                 |                  |
| Vigri Tallinn       | 1 - 9           | Flora Tallinn    |
| Lootus Kohtla-Järve | 1 - 5           | Tulevik Viljandi |
| Baltika Narva       | 0 - 1           | TVMK Tallinn     |
| 8 novembre 1998     |                 |                  |
| Kuressaare          | 1 - 1 (5-6 dcr) | Lantana Tallinn  |
| Valga               | 1 - 3 (dts)     | Lelle            |

## Quarti di finale
All'inizio del 1999 Sadam Tallinn e Levadia Maardu si fusero, dando vita al Levadia Maardu e al FC Maardu; pertanto il posto in coppa del Sadam Tallinn fu preso dal FC Maardu.
Le gare di andata furono disputate il 9 e il 10 aprile 1999.
| Squadra 1        | Totale      | Squadra 2      | Andata | Ritorno |
| ---------------- | ----------- | -------------- | ------ | ------- |
| Maardu           | 1 - 23      | Levadia Maardu | 0 - 10 | 1 - 13  |
| Tulevik Viljandi | 6 - 1       | Lelle          | 0 - 1  | 6 - 0   |
| Lantana Tallinn  | 1 - 7       | Flora Tallinn  | 0 - 1  | 1 - 6   |
| TVMK Tallinn     | 2 - 2 (gfc) | Trans Narva    | 0 - 0  | 2 - 2   |

## Semifinali
Le gare di andata furono disputate il 20 maggio 1998, quelle di ritorno il 26 maggio 1998.
| Squadra 1        | Totale | Squadra 2     | Andata | Ritorno |
| ---------------- | ------ | ------------- | ------ | ------- |
| Levadia Maardu   | 4 - 3  | Flora Tallinn | 3 - 2  | 1 - 1   |
| Tulevik Viljandi | [ 1 ]  | TVMK Tallinn  | -      | -       |

## Finale
| Squadra 1      | Risultato | Squadra 2        |
| -------------- | --------- | ---------------- |
| Levadia Maardu | 3 - 2     | Tulevik Viljandi |

| Arbitro: | Saar (Tallinn) |

|                                           |           |                         |
| O'Konnel-Bronin 19’ Gussev 51’ Krolov 75’ | Marcatori | 15’ Ustritski 68’ Allas |